# Rifargia cassandra
Rifargia cassandra är en fjärilsart som beskrevs av William Schaus 1901. Rifargia cassandra ingår i släktet Rifargia och familjen tandspinnare. Inga underarter finns listade.